# Motivphilatelie
Motivphilatelie oder thematische Philatelie beschäftigt sich mit dem Sammeln von Briefmarkenmotiven und deren Erforschung. Gesammelt wird philatelistisches Material, meist länderübergreifend zu bestimmten Themen. Beispiele für solche Sammelgebiete sind etwa Luftfahrt oder Sport. Darunter sind eine Reihe von vielgesammelten Themen, die aber mit jeweils anderen Schwerpunkten bzw. unter anderen Aspekten zusammengestellt werden können. Sammelstücke sind neben Briefmarken außerdem Belege (Briefe, Ganzsachen, Maximumkarten) oder Poststempel mit Bildmotiven. Im Gegensatz zur klassischen Ländersammlungen ist dabei oft nicht die Vollständigkeit der Sammlung das Hauptziel. Normalerweise sind solche Sammlungen auch nicht zeitlich sortiert, sondern viel mehr nach eigenen Kriterien untergliedert.  Es gibt hierfür ein spezielles Reglement für Exponate von philatelischen Ausstellungen.

## Geschichte
Die ersten Briefmarkensammler waren meist Generalsammler, sie sammelten also alle jemals erscheinen Briefmarken der Welt. Mit einer zunehmenden Anzahl von Briefmarken kam es dann meist zu einer Spezialisierung auf bestimmte Postgebiete und erst allmählich entwickelte sich die Motivphilatelie.
Bereits 1892 hatte eine Ausstellung in Paris ein thematisch gegliedertes Exponat, frühe Motivsammlungen gab es schon in den 1920er Jahren in der Sowjetunion. Einen großen Aufschwung nahm das Sammelgebiet in den 1940er Jahren. Seit 1949 gibt es in den USA mit der American Topical Association (A.T.A.) einen Verein hierfür und 1950 war die Gründung der FIPCO (Fédération Internationale de philatélie constructive) als internationaler Verband. Die Auflösung der FIPCO wurde 1964 beschlossen. Stattdessen kümmert sich jetzt die Fédération Internationale de Philatélie (FIP) um solche Belange und hat eine eigene Kommission hierfür.